# Shyne (album)
Shyne è il primo album in studio del rapper beliziano Shyne, pubblicato il 26 settembre 2000 dalla Bad Boy Records.

## Tracce
1. Dear America (Intro) – 1:08
2. Whatcha Gonna Do – 4:49 (Jamal Barrow, Derrick Trotman)
3. Bang – 4:50 (Jamal Barrow, Jeremy Graham)
4. Bad Boyz (feat. Barrington Levy) – 3:48 (Jamal Barrow, Lamont Porter, Barrington Levy, David Bowie, James Osterberg)
5. Let Me See Your Hands – 4:31 (Jamal Barrow, Shampelle Everett)
6. Gangsta Prayer (Interlude) – 1:01 (Jamal Barrow, Sean Combs, Mario Winans)
7. The Life – 5:16 (Jamal Barrow, Nashiem Myrick, Mario Winans, Sean Combs, Leonard Caston Jr., Anita Poree)
8. It's Ok – 3:48 (Jamal Barrow, Daven Vanderpool, Sean Combs, Mario Winans, Jalil Hutchins, Matthew Seligman, Thomas Robertson)
9. Niggas Gonna Die – 3:29 (Jamal Barrow, Pharrell Williams, Chad Hugo)
10. Everyday (Interlude) – 1:03
11. Bonnie & Shyne (feat. Barrington Levy) – 4:17 (Jamal Barrow, Chucky Thompson, Barrington Levy, Mack David, Édith Gassion, Louis Guglielmi)
12. The Hit – 2:59 (Jamal Barrow, Lamont Porter, Sean Combs, Mario Winans, Manuel Alejandro, Ana Magdalena)
13. That's Gangsta – 3:43 (Jamal Barrow, Sean Combs, Mario Winans, Leon Sylvers II)
14. Spend Some Cheese – 4:40 (Jamal Barrow, Sean Combs, Mario Winans)
15. Get Out (feat. Slim of 112) – 2:56 (Jamal Barrow, Sean Combs, Mario Winans)
16. Commission – 4:11 (Jamal Barrow, Nashiem Myrick, Jay Garfield)

## Successo commerciale
Shyne ha esordito al 5º posto della Billboard 200 con 160 000 copie vendute, segnando il suo primo album a raggiungere la top 10 della classifica statunitense. L'album è rimasto 30 settimane in classifica ed è certificato disco d'oro.

## Classifiche
| Classifica (2000) | Posizione massima |
| ----------------- | ----------------- |
| Stati Uniti       | 5                 |